# Ansha, Fujian
Ansha (kinesiska: 安砂)  är en köping i sydöstra Kina. Den ligger i Yong'an i staden Sanming i provinsen Fujian, omkring 220 kilometer väster om provinshuvudstaden Fuzhou. Antalet invånare är 17 733. Befolkningen består av 7 797 kvinnor och 9 936 män. Barn under 15 år utgör 16,0 %, vuxna 15-64 år 74 %, och äldre över 65 år 8,0 %.